# Philippe de Gaulle
Philippe de Gaulle (28. prosinca 1921. – 12. ožujka 2024.) francuski je političar i admiral. Tijekom Drugog svjetskog rata bio je generalni inspektor Mornarice, a nakon rata služio je kao senator. Philippe je sin Charlesa de Gaullea.